# Dalibor Peršić
Dalibor Peršić, né le 28 mai 1985, à Tuzla, en République socialiste de Bosnie-Herzégovine, est un joueur bosnien de basket-ball. Il évolue au poste d'arrière. 